# Lyes Buyacub
Lyes Buyacub –en árabe, إلياس بويعقوب– (nacido el 3 de abril de 1983) es un deportista argelino que compitió en judo. Ganó dos medallas en los Juegos Panafricanos, en los años 2011 y 2015, y diez medallas en el Campeonato Africano de Judo entre los años 2009 y 2019.

## Palmarés internacional
| Juegos Panafricanos | Juegos Panafricanos               | Juegos Panafricanos | Juegos Panafricanos |
| Año                 | Lugar                             | Medalla             | Categoría           |
| ------------------- | --------------------------------- | ------------------- | ------------------- |
| 2011                | Maputo (Mozambique)               | Medalla de plata    | –90 kg              |
| 2015                | Brazzaville (República del Congo) | Medalla de oro      | –100 kg             |
| Campeonato Africano |                                   |                     |                     |
| Año                 | Lugar                             | Medalla             | Categoría           |
| 2009                | Puerto Louis (Mauricio)           | Medalla de bronce   | –90 kg              |
| 2010                | Yaundé (Camerún)                  | Medalla de bronce   | Abierta             |
| 2012                | Agadir (Marruecos)                | Medalla de plata    | –100 kg             |
| 2013                | Maputo (Mozambique)               | Medalla de plata    | –100 kg             |
| 2014                | Puerto Louis (Mauricio)           | Medalla de oro      | –100 kg             |
| 2015                | Libreville (Gabón)                | Medalla de oro      | –100 kg             |
| 2016                | Túnez (Túnez)                     | Medalla de plata    | –100 kg             |
| 2017                | Antananarivo (Madagascar)         | Medalla de oro      | –100 kg             |
| 2018                | Túnez (Túnez)                     | Medalla de plata    | –100 kg             |
| 2019                | Ciudad del Cabo (Sudáfrica)       | Medalla de oro      | –100 kg             |